# ميشيل برونر
ميشيل برونر (بالإنجليزية: Michelle Brunner)‏ هي لاعبة الجسر ‏ بريطانية، ولدت في 31 ديسمبر 1953، وتوفيت في 24 يونيو 2011 بسبب سرطان الثدي.